# Віллі Мейлі
Віллі Мейлі (шотл. Willie Malley, нар. 25 квітня 1868, Ньюрі, Ірландія — пом. 4 квітня 1958, Глазго, Шотландія) — шотландський футболіст, що грав на позиції півзахисника. В подальшому — футбольний тренер. Прославився як тренер футбольного клубу «Селтік».

## Біографія

### Ранні роки
Вільям Патрік Мейлі народився в Ньюрі, Даун, Ірландія і був третім сином Томаса Мейлі та Марі Монтгомері. Томас був вихідцем з Енніса, графство Клер, а Марі народилася в Канаді в шотландській сім'ї. На момент народження Віллі його батько був розквартирований в Ньюрі як сержант 21-го королівського піхотного полку шотландських стрільців. В 1869 році Томас пішов на заслужену пенсію і разом з сім'єю оселився в Кеткарті, який тоді був селом неподалік Глазго.
Вільям Мейлі закінчив навчання в школі у віці 13 років і почав працювати у друкарні «Higginbotham & Co», а потім в Телефонній Компанії Глазго. В молодості Мейлі віддавав перевагу атлетиці, а не футболу. Проте це не завадило йому провести декілька ігор за «Кеткерт Хейзелбенк» та «Терд Ланарк» в 1886 році.

### Кар'єра гравця
У грудні 1887 року представники «Селтіка» запросили Віллі Мейлі до свого новоствореного клубу як півзахисника, переплутавши його з братом Томом. У 1888 році Вільям став одним із перших гравців молодої команди. За «Селтік» він виступав 9 років. У 1896 році Мейлі провів один матч за «Манчестер Сіті» в Другому дивізіоні Англії проти «Лафборо». Завдяки своєму шотландському корінню Вільям мав право виступати за збірну Шотландії і в 1893 році провів у її складі два матчі проти Ірландії та Англії.

### Тренерська кар'єра
В 1897 році рада директорів «Селтіка» обрала 29-річного Мейлі головним тренером. Уже в перший свій повний сезон він привів команду до чемпіонства. В перше десятиліття свого існування «Селтік» запрошував до своїх лав переважно уже досвідчених дорослих виконавців, проте містер Мейлі вирішив зробити ставку на молодих гравців з юніорських команд. Така стратегія скоро принесла плоди. В період з 1905 по 1910 роки команда 6 разів ставала переможцем шотландської ліги, а в сезоні 1906-07 вперше в історії чемпіонатів Шотландії зробила дубль. Серія з 6 поспіль чемпіонств була рекордною аж до середини 60-х років, коли самі ж «кельти» встановили новий рекорд — 9 титулів поспіль. Проте в сезоні 1910-11 молода колись команда не потратила навіть у трійку призерів ліги. Вільям Мейлі вимушений був формувати нову команду молодих талантів. Найвідомішими з них стали Джиммі Макменемі та Петсі Галлахер. Нова команда завоювала 4 чемпіонських титули з 1914 по 1917 рік, а також провела рекордну у Великій Британії безпрограшну серію у професійних лігах: 62 гри (49 перемог, 13 нічиїх) з 13 листопада 1915 по 21 квітня 1917 року.
«Селтік» продовжив збирати титули до середини 20-х років, коли почали домінувати «Рейнджерс». Третю велику команду, яка включала Джиммі Макгрорі та Джиммі Ділейні, містеру Мейлі вдалося зібрати у середині 30-х. Ці хлопці стали чемпіонами в сезонах 1935–36 і 1937–38 та здобули Кубок Шотландії 1936–37. Тоді Вільяму було вже майже 70 років. В лютому 1940-го у віці 72 років він пішов у відставку.

## Титули і досягнення

### Гравець
- Чемпіонат Шотландії
  - Чемпіон (3): 1892–93, 1893–94, 1895–96
- Кубок Шотландії
  - Володар (1): 1891–92
  - Фіналіст (3): 1888–89, 1892–93, 1893–94
- Кубок Глазго
  - Володар (4): 1890–91, 1891–92, 1894–95, 1895–96

### Тренер
- Чемпіонат Шотландії
  - Чемпіон (16): 1897–98, 1904–05, 1905–06, 1906–07, 1907–08, 1908–09, 1909–10, 1913–14, 1914–15, 1915–16, 1916–17, 1918–19, 1921–22, 1925–26, 1935–36, 1937–38
- Кубок Шотландії
  - Володар (14): 1898–99, 1899–1900, 1903–04, 1906–07, 1907–08, 1910–11, 1911–12, 1913–14, 1922–23, 1924–25, 1926–27, 1930–31, 1932–33, 1936–37
- Кубок Глазго
  - Володар (14): 1904–05, 1905–06, 1906–07, 1907–08, 1909–10, 1915–16, 1916–17, 1919–20, 1920–21, 1926–27, 1927–28, 1928–29, 1930–31, 1938–39